# 嶺南文化
嶺南文化（粵拼：ling5 naam4 man4 faa3 ），又称南粵文化（粵拼：naam4 jyut6 man4 faa3 ），廣義上指五嶺以南廣東、廣西、海南以及香港、澳門一帶之「嶺南地區」的獨特地域文化。今“嶺南文化”多取其狹義，常指廣東省、尤其是珠江三角洲為中心的漢族广府民系的文化，即廣府文化（粵拼：gwong2 dung1 man4 faa3 ），因此嶺南文化又稱珠江文明（粵拼：zyu1 gong1 man4 ming4 ）。不過，廣東省內漢族其他民系之傳統文化，包括潮州文化、客家文化和雷州文化等，亦包涵於嶺南文化之內。
嶺南先民遺址的出土材料証明，嶺南文化為原生文化。基於獨特之地理環境和歷史條件，嶺南文化以農業文化和海洋文化為根基，在其發展過程中不斷吸取和融匯海外文化，逐漸形成自身獨有之特點。大概分為曲藝、建築、美術、飲食四類。
到了近代，嶺南得風氣之先，成為中西文化交流之重要津梁，多種文化思潮交錯而織成絢麗多彩的畫面，嶺南文化成為中國政治、思想、文化革命和發展之先導。源远悠长的华夏历史中岭南文化即广府文化,更是中华文明的重要组成部分。

## 由來及構成

### 百越到漢化
公元前200年，在現今兩廣地區與越南中北部地區主要為南越國領地，居住著百越族；南越國約在前100年被中原王朝（漢朝）征服，然而大規模漢化時代在唐朝時才發生。南宋末年，大量漢族南遷，使的嶺南地區百越族與漢族混居通婚——反映在現代廣東漢人在基因上是古代漢人和百越族混血的後裔這一事實，粵語中保留大量中古漢語與百越語的特徵。
唐宋時代，大量中原漢人遷入嶺南，使在南宋末年嶺南地區的大規模漢化基本上完成。明朝時期，廣州為重要港口，並開始接觸西方文化，將歐洲元素融入自己的文化中，嶺南文化就是在那個時候形成的。
嶺南文化一般稱由三大主要來源構成：
秦朝開通靈渠、瀟賀古道、開庾嶺，使長江和珠江兩大水系溝通，中原文化隨之而傳入嶺南，當時嶺南中心是灕水西江交滙之廣信。宋末時，相傳珠璣巷是南遷要道。強勢而先進的中原華夏文明席捲珠江，進而構成嶺南文化之主體。

### 外來文化
廣府人於遼闊大海上，視大海為世界之起點，廣東作為海上絲綢之路之發祥地。兩千多年前至更久，此處有世界最發達的造船業，形成「以海為商」的海洋文明。秦漢以降，海上絲綢之路開通，嶺南作為始發地甚至曾是唯一通商大港，一直是中外文化交流的平台，東西方的商業文化、科技文化、宗教文化、政治文化都從這裡登陸引進，近代以來其勢更甚，外來文化給嶺南文化注入新活力。

## 廣府文化
廣府文化是指以廣州為中心、珠江三角洲為通行范圍的粵語文化。由於自古以來廣府地區就與外來文化接觸交流不斷，以及廣府人較易於接受外來事物及文化，並與之融合，逐步形成了獨樹一幟的風格與特色，在服飾、飲食、建築、工藝、美藝和戲劇等各個領域，都有其鮮明個性和獨特風貌。
廣府文化歷史悠久，在廣州建城前已有土著百越的文化。秦朝以前，在新石器時期原始文化的基礎上，創造自己的土著文化。秦攻佔嶺南後，中原文化不斷南傳，與本地文化交會融合，形成了廣府古代文化。州治由廣信遷至廣州後，古代廣州對外商業貿易發達。宋代是廣州城建設之繁榮時期，當時廣州已成為中國對內對外的貿易中心，隨著幾次中原人口南遷、外國商船往來、外國宗教文化等進入，廣州文化出現興盛之景象。
明、清兩代，為廣州文化發展之高峰期，奠定了具有嶺南特色的文化基礎。以文學方面有重要成就，而詩壇則尤為隆盛：有號稱「南園前五子」、「南園後五子」及「嶺南三家」的詩社，形成了「嶺南詩派」。藝術方面，粵劇逐漸形成。鴉片戰爭後，西學大量傳入中國，作為對外開放港口的廣州其文化也深受影響。廣府文化在近現代西學東漸及民主革命影響下，創新和發展，在長期的社會生活中與外來文化相互交流、融會，逐漸形成具有濃烈地方文化色彩。
1980年代開始，廣州市民開始大量接觸香港的電視節目，香港文化在廣州以另一種模式演繹。1990年後，廣州作為不設防城市，外省人明顯越來越多，同時中共在廣東加強推普工作。雖然本地廣州話環境不斷萎縮，但未影響廣東人說廣東話的特性，特別是用粵語來認同對方是否自己人。另外，大眾逐漸遠離傳統粵劇、講古等民間藝術，此等傳統藝術可能只有老一輩人才懂欣賞。

## 傳統語言
嶺南最通行的語言為「粵語」，又叫“廣州話”或者“廣東話”（粵拼：gwong2 dung1 waa2）。嶺南的傳統戲曲和民歌多數都是用粵語去唱和表達的。粵語的歷史可以追溯到公元前的南越國時期。當時住在嶺南的是南越族，他們講的話不屬於中原語言。但是後來他們被中原王朝統治，以及唐朝和宋朝時期又有大批古漢人遷徙去嶺南，漢越雜處，令到粵語慢慢成形做一種有中文的文法和發音，但又保留了一些南越特色的獨特語言：今天的粵語是中古漢語的變種。他明顯似漢語：句子堆砌的規則和上海話、閩南話、客家話有很多明顯相似的地方；它還保留了很多中古漢語的音，與很多唐詩宋詞的發音相契合。但是粵語的日常用語裡面還能見到南越話的特徵，例如在語法上粵語有時會將修飾語放在名詞後面。總的來說，現代粵語既保留到唐宋遺風，又不會完全失去南越特色。

## 建築

### 典型的嶺南建築
嶺南建築（粵拼：Ling5 naam4 gin3 zuk1 ） 是具有嶺南地區特色的建築，由於氣候和材料等因素，它與其他漢地的建築樣式有很大不同。
總體來說，典型的嶺南古典建築有幾項特徵：

(1)使用綠色和白色等淡色

(2)避免有圓形或圓柱形結構設計

(3)有許多開放式結構，如陽台

(4)會在建築上裝飾大量浮雕和雕塑

(5)使用抗黴和防潮的材料建造（與嶺南地區位於亞熱帶季風氣候有關）
位於廣州的陳家祠為典型嶺南風格建築的代表之一，陳家祠建於清光緒十四年（1888年），是當時廣東省七十二縣陳姓宗親合資興建的合族宗祠，它囊括了各種民間建築和裝飾藝術，包括「三雕（彫琢）」（石雕、木雕、磚雕）、「三塑（雕塑）」（陶塑、泥塑、彩塑）以及「一鑄（鑄鐵）」。

### 唐樓
唐樓（粵拼：Tong4 lau4），於十九世紀開始流行於嶺南地區（以及華南地區） ，它混合了中國南方建築風格和西方建築風格，在廣州、香港和澳門等西方文化影響較大的地區尤為流行。

### 嶺南園林
嶺南園林（粵拼：Ling5 naam5 jyun4 lam4）為有嶺南地區風格的園林。嶺南地區位於中國南方，與中國北方氣候不同，所造園林風格自然不同於北方。
總體來說，嶺南園林有幾項特徵：

(1)由於嶺南地區時常有暴雨，在建築物周圍都會種植大量樹木植栽

(2)嶺南園林多采用本地樹種，如木棉樹、荷花、蘭花、荔枝樹等

(3)由於嶺地區離北方中原地區較遠，園林風格較為平民化與皇家園林不同，例如嶺南園林會裝飾著民間藝術品

## 珠江文明遺址
中國社會科學院「考古學論壇」選出了2006年中國6大考古新發現，深圳咸頭嶺新石器時代遺址榜上有名。遺址出土了大量紅燒土、陶質生活用具和錛、斧、鑿、鏟、刀等磨製石器和打製石器。測定表明，咸頭嶺出土的器物是6000年至7000年前新石器時代中期嶺南人的傑作，從而將嶺南文明的歷史推至距今7000年前。此等器物之發現充分說明嶺南文明的產生時間及歷程一點也不晚於黃河文明、長江文明。

### 咸頭嶺遺址
西元前6000年～前7000年？——深圳市大鵬灣，紅燒土、陶質生活用具和錛、斧、鑿、鏟、刀等磨制石器和打製石器。

### 大小梅沙遺址
西元前6250年左右——深圳市鹽田區大梅沙村，陶器有夾砂與泥質兩種，器種有釜、罐、碗、豆、器座、支腳等，紋飾以繩紋為主，還有划紋、葉脈紋、水波紋、貝印紋、指甲紋、附加堆紋等。石器有斧、錛、刀、拍、礪石等。
深圳市鹽田區小梅沙渡假村，陶器有夾砂陶和泥質彩陶，燒造火候低，陶器紋飾有繩紋、貝划紋、刻劃水波紋，彩陶器有圈足盤，器胎夾均勻的細砂，器表打磨後上灰白色陶衣，再繪赭紅色彩，以浪花、線條、鏤孔組成圖案，表現出很高的藝術水平。石器為打製的燧石石器，用間接打擊法兩面加工製成，器形較小。

### 大黃沙遺址
西元前5600年左右——深圳市龍崗區葵涌鎮，以彩陶盤、碗為特色。

### 寶鏡灣遺址
西元前4200年左右——珠海市高欄島風猛鷹山，陶器以夾砂陶為多，泥質陶很少，器類有釜、罐、鉢、盤、豆、杯、器座、支座、器蓋、箅形器、陶條、支腳、紡輪等，其中以釜類最多。

### 洪婆山沙丘遺址
西元前4000年左右——江門市新會區南部崖門鎮梁黃屋村，陶片和磨制石器，陶片質地為夾砂陶和泥質陶，器形有陶釡、陶罐等，石器有石斧、砍砸器等。

### 禮樂圍遺址
西元前4000年左右——新會南部崖門鎮崖南農林場，夾砂陶片，有黑陶和灰陶兩種，器形有陶釡、陶罐等，器表飾以刻划紋、編織紋、細繩紋等。